# 大東あき
大東 あき（だいとう あき、1977年12月7日 - ）は、日本の女性声優。
かつては81プロデュース、ウイットプロモーション、アールグルッペに所属していた。本名・旧名：大東 亜紀（だいとう あき）。埼玉県出身。血液型はB型。

## 主な出演作品

### テレビアニメ
- グラビテーション（女子高生A）
- しまじろう ヘソカ（アッキー）
- 新星輝デュエル・マスターズ フラッシュ（クラスメイト2）
- それいけ!アンパンマン（クロワッサン姫〈3代目〉、ネコのおかあさん）
- パラッパラッパー（子供）
- ぷちぷり*ユーシィ（園児B）
- HELLSING（使用人達）
- 冒険遊記プラスターワールド（少年1、ハニー族A、タンク族A、リリック族1、生徒A、友達A）
- わがまま☆フェアリー ミルモでポン! ごおるでん（カモモガールズ）

### OVA
- さばくの宝の城（女の子）
- .hack//Liminality（えり）
- フリクリ（美容師）
- ぼくたちのピース・リバー（生徒）
- まんがビデオ「サンクチュアリ」（田代の妻）

### ゲーム
- serial experiments lain
- .hack//感染拡大 vol.1 付属OVA「.hack//Liminality in case of MINASE,Mai」（えり）

### 吹き替え
- アグリー・ベティ4（ミーガン）
- The Hills（ホリー）
- ゼブラ軍団

### ラジオ
- ドラマチックな夜だから3（1997年10月 - 1998年10月、東海ラジオ）